# Aprostocetus aeneosus
Aprostocetus aeneosus är en stekelart som beskrevs av Boucek 1988. Aprostocetus aeneosus ingår i släktet Aprostocetus och familjen finglanssteklar. Inga underarter finns listade i Catalogue of Life.